# Aartsbisdom Katowice

Bisdommen in Polen
17. Aartsbisdom Katowice
18. Bisdom Gliwice
19. Bisdom Opole

Het aartsbisdom Katowice (Latijn: Archidioecesis Katovicensis, Pools: Archidiecezja Katowicka) is een in Polen gelegen rooms-katholiek aartsbisdom met zetel in de stad Katowice. De aartsbisschop van Katowice is metropoliet van de kerkprovincie Katowice, waartoe ook de volgende suffragane bisdommen behoren:
- bisdom Gliwice (Gliwice)
- bisdom Opole (Opole)

## Geschiedenis
Op 7 november 1922 besloot de Heilige Stoel om de parochies in het nieuw ontstane Poolse woiwodschap Silezië af te splitsen van het bisdom Breslau en onder gezag van een apostolisch administrator te plaatsen. Het gebied was ontstaan uit delen van het voormalige Oostenrijkse hertogdom Teschen en het Duitse Oost-Opper-Silezië. Door de pauselijke bul "Vixdum Poloniae Unitas" verhief paus Pius XI het gebied op 28 oktober 1925 tot Bisdom Katowice, met August Hlond als bisschop. Het bisdom was suffragaan van het aartsbisdom Kraków. Als gevolg van de herstructurering van de katholieke kerk in Polen werd het bisdom door paus Johannes Paulus II op 25 maart 1992 met de bul "Totus Tuus Poloniae populus" verheven tot metropolitaan aartsbisdom.

## Bisschoppen
- 1925–1926 August Hlond
- 1926–1930 Arkadiusz Lisiecki
- 1930–1967 Stanisław Adamski
- 1940–1942 Franz Strzyz (Vicarius generalis)
- 1942–1945 Franz Wosnitza (Vicarius generalis)
- 1952–1954 Filip Bednorz (Vicarius capitularis)
- 1954–1956 Jan Piskorz (Vicarius capitularis)
- 1967–1985 Herbert Bednorz (sinds 1950 Coadjutor)
- 1985–1992 Damian Zimoń

### Aartsbisschoppen
- 1992-2011 Damian Zimoń (sinds 1992 aartsbisschop)
- 2011-heden Wiktor Skworc

### Hulpbisschoppen
- 1934–1937 Teofil Bromboszcz (titulair bisschop van Candyba)
- 1937–1978 Juliusz Bieniek (titulair bisschop van Dascylium)
- 1962–1992 Józef Kurpas (titulair bisschop van Orisa)
- 1970–1992 Czesław Domin (titulair bisschop van Dagnum)
- 1980–1992 Janusz Zimniak (titulair bisschop van Polinianum)
- seit 1988 Gerard Bernacki (titulair bisschop van Oppidum Consilinum)
- 1996–2007 Piotr Libera (titulair bisschop van Centuria, vervolgens bisschop van Płock)
- 1998–2005 Stefan Cichy (titulair bisschop van Bonusta, vervolgens bisschop van Legnica)
- 2005–2013 Józef Kupny (titulair bisschop van Vanariona, vervolgens aartsbisschop van Wrocław)

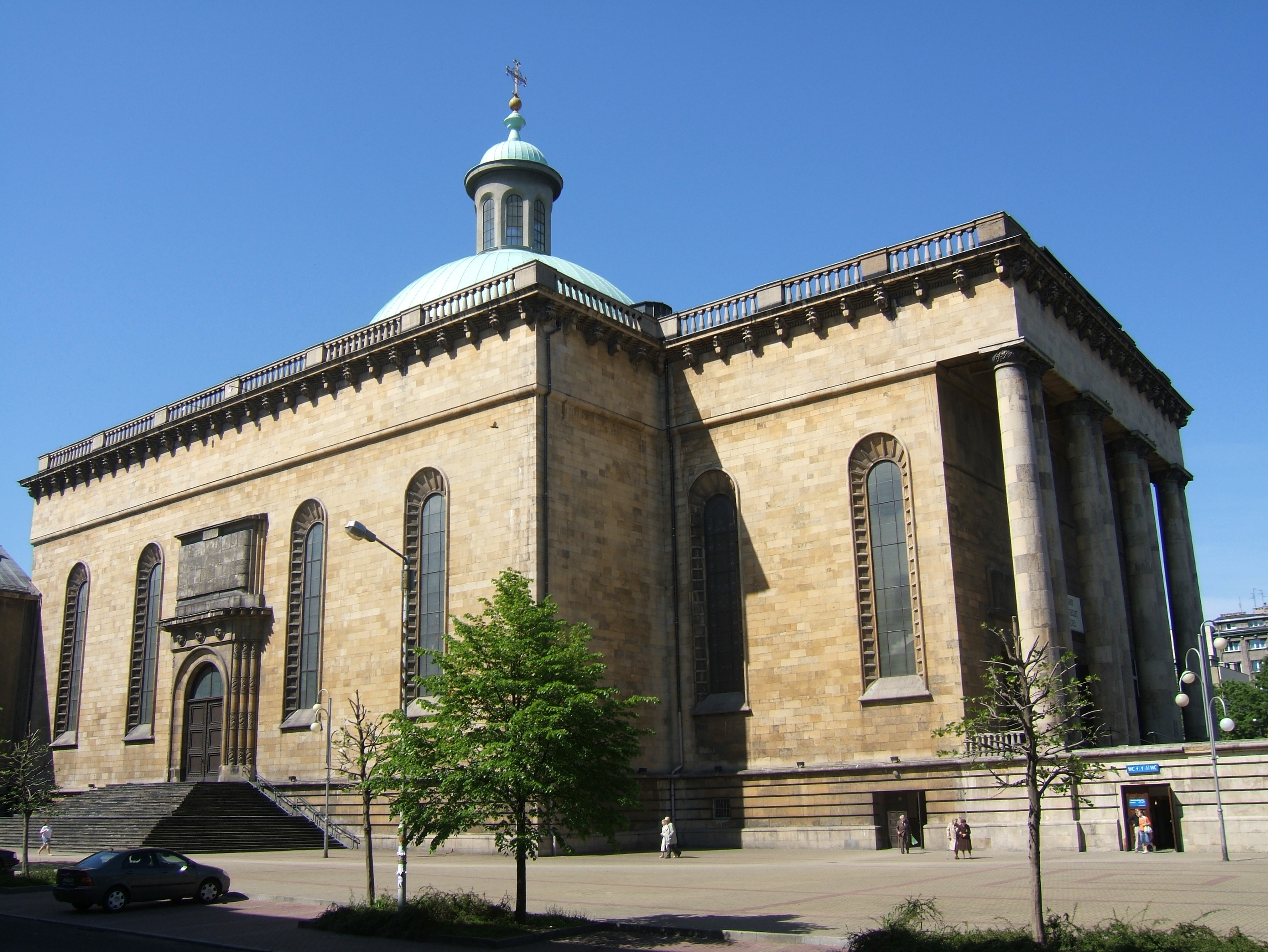
Christus Koningkathedraal van Katowice
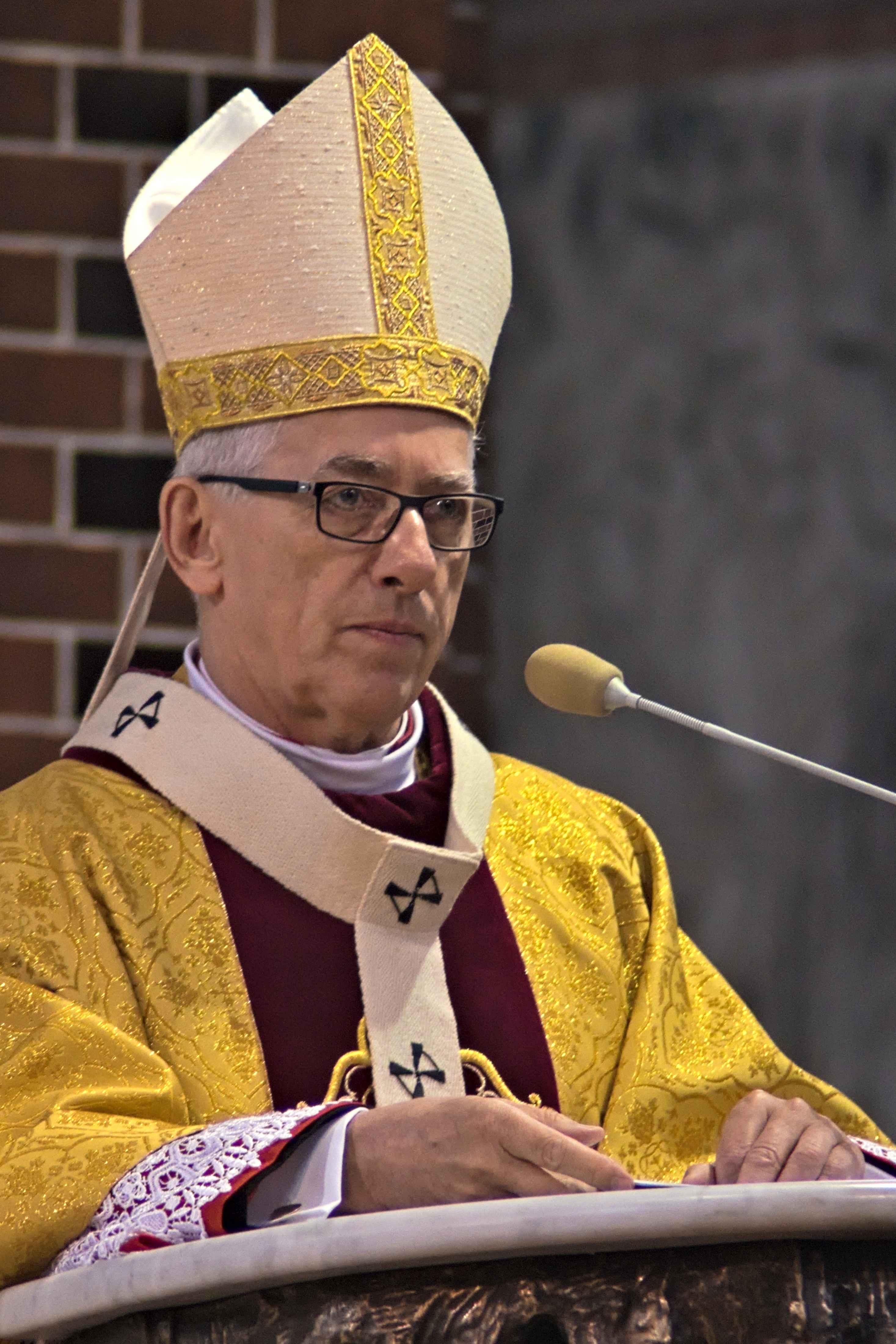
Aartsbisschop Wiktor Skworc